# بيت علي صالح (الوضيع)

تعديل مصدري - تعديل

بيت علي صالح هي إحدى قرى عزلة  الوضيع بمديرية الوضيع التابعة لمحافظة أبين، بلغ تعداد سكانها 21 نسمة حسب تعداد اليمن لعام 2004.